# Lijst van plaatsen in Luxemburg (land)
Voor steden zie: Lijst van steden in Luxemburg (groothertogdom)

## A
Abweiler - Ahn - Allerborn - Alscheid - Altlinster - Alttrier - Altwies - Alzingen - Angelsberg - Ansembourg - Arsdorf - Assel - Asselborn

## B
Banzelt - Bascharage - Baschleiden - Bastendorf - Bavigne - Beaufort - Bech - Bech-Kleinmacher- Beckerich - Beggen - Beidweiler - Beiler - Belvaux - Berbourg - Berchem - Berdorf - Bereldange - Berg (Betzdorf) - Berg (Colmar-Berg) - Bergem - Beringen - Berlé - Berschbach - Bettange-sur-Messe - Bettborn - Bettel - Bettembourg - Bettendorf - Beyren - Bigelbach - Bigonville - Bill - Bilsdorf - Binsfeld - Birtrange - Bissen - Bivange - Bivels - Biwer - Biwisch - Blaschette - Blumenthal - Bockholz-lès-Hosingen - Boevange-lès-Clervaux - Boevange-sur-Attert - Bonnevoie - Born - Boulaide - Bour - Bourglinster - Bourscheid - Boursdorf - Bous - Boxhorn - Brachtenbach - Brandenbourg - Brattert - Breidfeld - Breidweiler - Breinert - Bridel - Brouch (Grevenmacher) - Brouch (Mersch) - Brouch-lès-Biwer - Bucholz - Budersberg - Buderscheid - Burange - Bürden - Buschdorf

## C
Calmus - Canach - Cannen - Cap - Capellen - Cessingen - Christnach - Clausen - Clemency - Clervaux - Colbette - Colmar - Colpach-Bas - Consdorf - Consthum - Contern - Crauthem - Crendal - Cruchten

## D
Dahl - Dalheim - Dahlem - Deifelt - Dellen - Derenbach - Dickweiler - Differdange - Dillingen - Dippach - Dirbach - Dommeldange - Doncols - Dondelange - Donnange - Dorscheid - Drauffelt - Dreiborn - Drinklange - Dudelange

## E
Echternach - Ehlerange - Ehmeschbach - Ehnen - Ehner - Eich - Eischen - Eisenborn - Ell - Ellange - Elvange (Beckerich) - Elvange (Schengen) - Emerange - Enscherange - Eppeldorf - Ermsdorf - Ernster - Ernzen - Erpeldange-lès-Bous - Erpeldange-lès-Wiltz - Erpeldange-sur-Sûre - Ersange - Eschdorf - Eschette - Esch-sur-Alzette - Esch-sur-Sûre - Eschweiler - Eschweiler-lès-Rodenbourg - Eselborn - Essingen - Ettelbruck - Everlange

## F
Fennange - Feulen - Filsdorf - Fingig - Finsterthal - Fischbach (Clervaux) - Fischbach (Mersch) - Flatzbour - Flaxweiler - Foetz - Folkendange - Folschette - Fond de Heiderscheid - Fouhren - Frisange

## G
Gaichel - Garnich - Gasperich - Geyershof - Gilsdorf - Girst - Girsterklaus - Givenich - Godbrange - Goeblange - Goebelsmühle - Goedange - Goesdorf - Goetzingen - Gonderange - Gosseldange - Gostingen - Gralingen - Grass - Graulinster - Greiveldange - Grevenknapp - Grindhausen - Grosbous - Grundhof

## H
Hachiville - Hagelsdorf - Hagen - Haller - Hamiville - Hamm - Harlange - Hassel - Hautcharage - Heffingen - Heiderscheid - Heinerscheid - Heispelt-lès-Wahl - Hellange - Helmdange - Helmsange - Hemstal - Herborn - Herheck - Hersberg - Hesperange - Hinkel - Hivange - Hobscheid - Hoesdorf - Hoffelt - Hollenfels - Holler - Hollerich - Holtz - Holzem - Holzthum - Hoscheid - Hoscheiderdickt - Hosingen - Hostert (Niederanven) - Hostert (Rambrouch) - Hovelange - Huldange - Huncherange - Hunsdorf - Hupperdange - Huttange

## I
Imbringen - Ingeldorf - Insenborn - Itzig

## J
Junglinster

## K
Kahler - Kapweiler - Kaundorf - Kautenbach - Kayl - Kehlen - Kehmen - Keispelt - Kirchberg - Kleinbettingen - Kleinhoscheid - Knaphoscheid - Kobenbour - Kockelscheuer - Koedange - Koerich - Koetschette - Kopstal - Kuborn

## L
Lamadelaine - Landscheid - Lannen - Larochette - Lasauvage - Lausdorn - Lauterborn - Leithum - Lellig - Lenningen - Lentzweiler - Levelange - Liefrange - Lieler - Limpach - Linger - Lintgen - Lipperscheid - Livange - Longsdorf - Lorentzweiler - Lullange - Lultzhausen - Luxemburg

## M
Machtum - Mamer - Marienthal - Marnach - Masseler - Mecher-Dunkrodt - Medernach - Medingen - Meispelt - Mensdorf - Merkholz - Merl - Mersch - Merscheid (Esch-sur-Sûre) - Merscheid (Vianden)] - Mertert - Merzig - Mesenich - Meysembourg - Michelau - Michelshof - Moersdorf - Moesdorf - Moestroff - Mompach - Mondercange - Mondorf-les-Bains - Moutfort - Müllendorf - Müllerthal - Munshausen - Müsbach

## N
Nagem -
Neidhausen -
Neudorf -
Neuhaeusgen -
Neunhausen -
Niederanven -
Niederdonven -
Niederfeulen -
Niederkorn -
Niederpallen -
Niederwampach -
Nocher -
Noerdange -
Noertrange -
Noertzange -
Nommern -
Nospelt -
Nothum

## O
Oberanven - Oberdonven - Obereisenbach - Oberfeulen - Oberglapach - Oberpallen - Oberwampach - Oetrange - Olingen - Olm - Ospern - Osweiler

## P
Peppange - Perlé - Pétange - Petit-Nobressart - Pettingen - Pintsch - Pissange - Platen - Pleitrange - Pontpierre - Pratz - Préizerdaul - Prettingen - Pülvermuhle - Putscheid

## R
Rambrouch - Rammeldange - Reckange-lès-Mersch - Reckange-sur-Messe - Redange - Reichlange - Reimberg - Reisdorf - Remerschen - Remich - Reuland - Reuler - Rindschleiden - Ringel - Rippig - Rippweiler - Rodange - Rodenbourg - Roder - Rodershausen - Roeser - Rolling - Rollingen - Rollingergrund - Roodt-lès-Ell - Roodt-sur-Eisch - Roodt-sur-Syre - Rosport - Rost - Roullingen - Rumelange - Rumlange

## S
Saeul - Sandweiler - Sanem - Sassel - Sassenheim - Savelborn - Schandel - Scheidel - Scheidgen - Schengen - Schieren - Schifflange - Schimpach - Schleif - Schlindermanderscheid - Schoenfels - Schoos - Schouweiler - Schrondweiler - Schuttrange - Schwebach - Schwebsange - Schweich - Schwidelbrouch - Selscheid - Senningen - Septfontaines - Siebenaler - Siechenhof - Soleuvre - Sonlez - Sprinckhange - Stadtbredimus - Stegen - Steinfort - Steinsel - Stockem - Stolzembourg - Surré - Syren

## T
Tadler - Tandel - Tarchamps - Tétange - Trentelhof - Trintange - Troine - Troisvierges - Tuntange

## U
Uebersyren - Untereisenbach - Urspelt - Useldange

## V
Vianden - Vichten

## W
Wagem - Wahl - Wahlhausen - Waldbillig - Waldbredimus - Waldhof - Waldsdorf - Walferdange - Warken - Wasserbillig - Watrange - Wecker - Weicherdange - Weidingen - Weiler - Weilerbach - Weiler-la-Tour - Weiler-lès-Putscheid - Weiswampach - Welfrange - Wellenstein - Welscheid - Wemperhardt - Weydig - Weyer - Wickrange - Wiltz - Wilwerdange - Wilwerwiltz - Wincrange - Windhof - Winseler - Wintrange - Wolper - Wolwelande - Wolwelange - Wormeldange

## Z
Zittig